# Octavio Broggio
Antonio Octavio Broggio (také Ottavio Broggio nebo Octavian Broggio, česky také Oktavián Broggio, 2. ledna 1670, Čížkovice v okrese Litoměřice – 24. července 1742, Litoměřice) byl český architekt a stavitel italského původu z období baroka. Jeho otcem byl barokní stavitel působící zejména v severních Čechách Giulio Broggio.

## Životopis

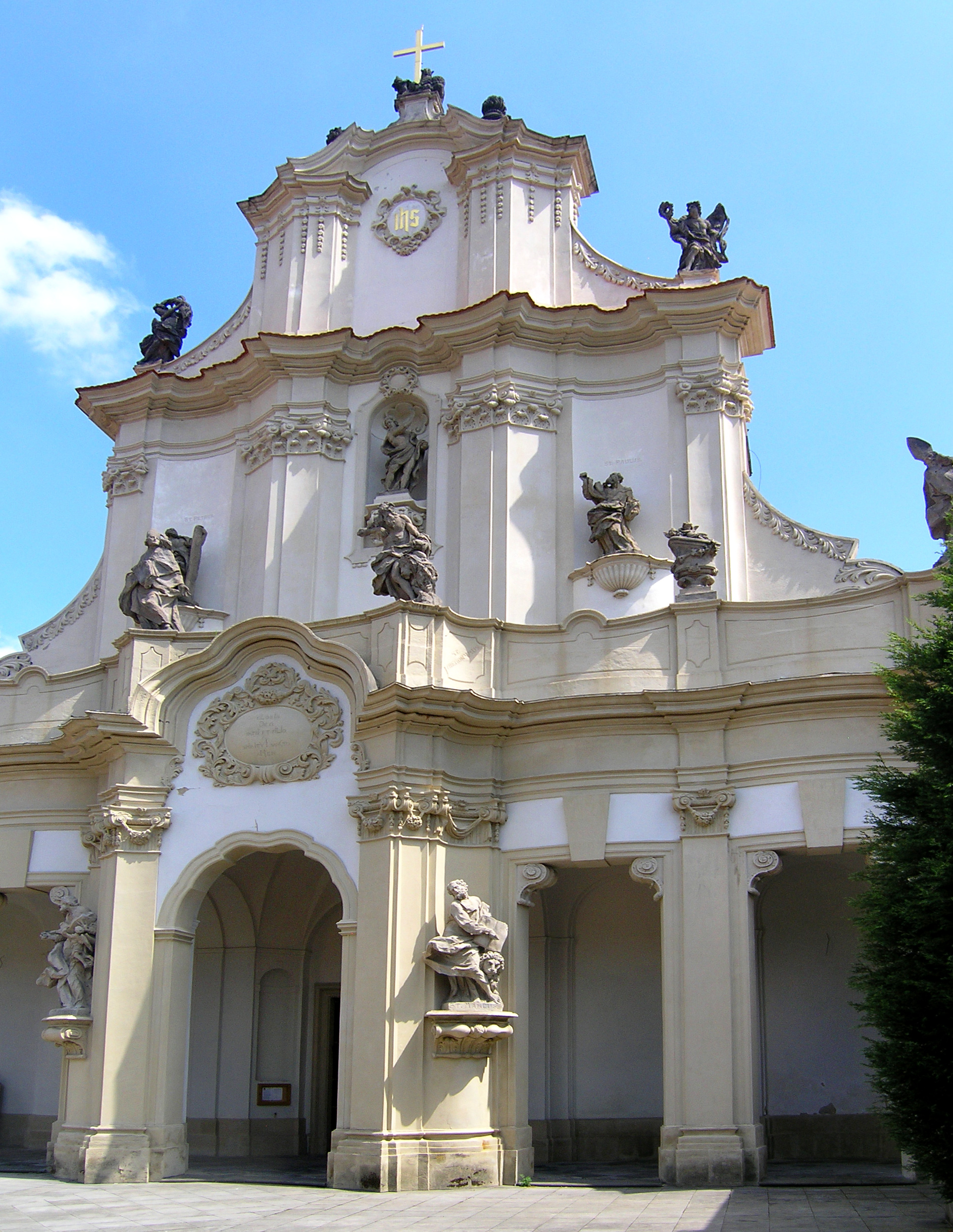
Octavio Broggio: fasáda kostela v oseckém klášteře

Octavian, sám se psal Octavian či Octavianus Broggio nebo také Broggi, se narodil v Čížkovicích 2. ledna 1670, těsně před odchodem rodiny do Litoměřic. V Litoměřicích chodil Octavian do městské školy a poté přešel do otcovy dílny do učení. Jako tovaryš je doložen mezi 28. září 1687 až 8. června 1692 s přestávkou doby, kdy vykonal tovaryšskou cestu. Coby mistr je poprvé doložen 31. května 1700.
V roce 1703 převzal po zemřelém otci stavební dílnu i jeho veškeré závazky. Ve své době patřil mezi pět nejvlivnějších a nejbohatších měšťanů Litoměřic. Byl rovněž spolupracovníkem primátora Josefa Kristiana Pfalze.
V polovině 17. století nastala v Litoměřicích doba velké barokizace a došlo k obnově pobořených domů z doby třicetileté války Broggio přirozeně podílel. Stavěl zejména pro jezuity v Bohosudově a Litoměřicích, cisterciáky v Oseku. Pracoval také pro město Litoměřice, pro zdejší biskupy či dominikány v Ústí nad Labem i Litoměřicích. Je zřejmé, že převážně převzal okruh stavebníků svého otce.

### Rodina
Byl celkem třikrát ženatý. Jeho první žena Kateřina, se kterou měl dvě dcery, zemřela v roce 1700. Druhá manželka Apologie Donátová se kterou žil od roku 1704 a měli šest dětí. Apologie zemřela 24. dubna 1717. Potřetí se oženil s Annou Lukasovou z patricijské rodiny měli čtyři děti.

## Dílo
- Litoměřice, kostel sv. Václava

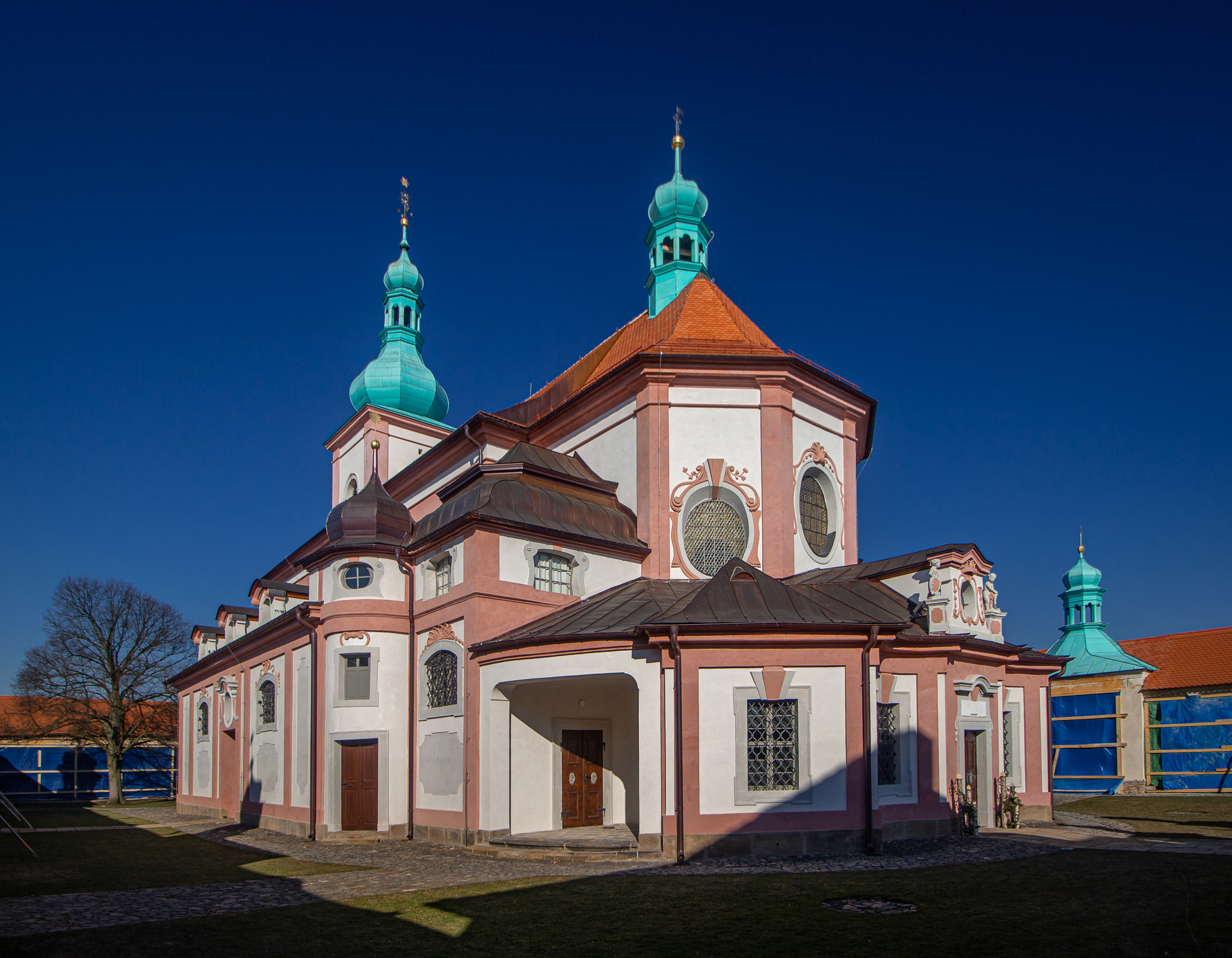
Kostel Navštívení Panny Marie v Horní Polici

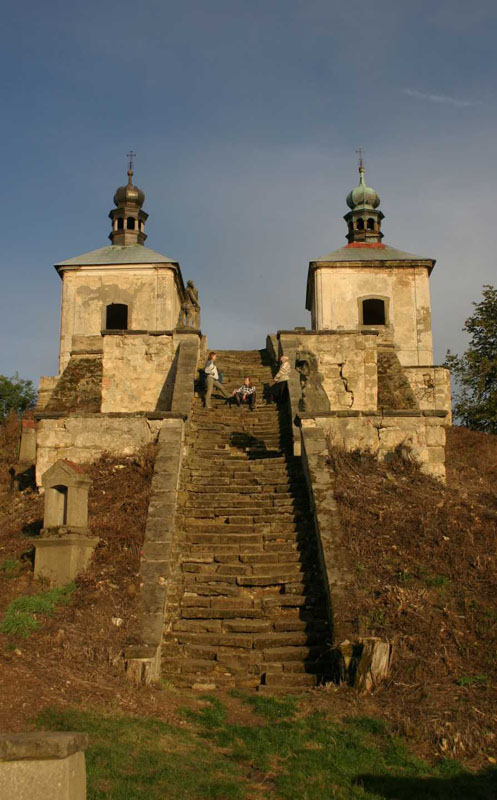
Kalvárie v Ostrém

- Litoměřice, Jezuitská kolej s kostelem Zvěstování Panny Marie
- Ploskovice u Litoměřic, zámek Ploskovice
- Zákupy na Českolipsku, zámek Zákupy
- Osek u Duchcova, Osecký klášter, barokní přestavba
- Dlažkovice, barokní přestavba dlažkovického zámku[2]
- Praha, Nové Město, kostel Nejsvětější Trojice ve Spálené ulici
- Horní Police, poutní areál s kostelem Navštívení Panny Marie – dostavba dokončená roku 1725[3]
- Roudnice nad Labem, kaple sv. Viléma
- Mařenice, kostel sv. Máří Magdalény
- Ústí nad Labem, kostel sv. Vojtěcha s klášterem
- Úštěk, staré děkanství u kostela sv. Petra a Pavla
- Ostré u Úštěka, kalvárie Ostré
- Litoměřice, kostel Všech svatých – barokní přestavba
- Litoměřice, Michalská ulice, palác-dnes sídlo Severočeské galerie výtvarného umění
- Litoměřice, Mírovém náměstí, dům č. p. 42
- Doksany, klášter Doksany, budova provizoriátu
- Doksany, kostel sv. Petra a Pavla na hřbitově
- Libotenice, kostel svaté Kateřiny Alexandrijské – nejisté autorství
- Vysočany, kostel svatého Václava s farou[4]